# Rio Jandiatuba
Rio Jandiatuba är ett vattendrag i Brasilien.   Det ligger i delstaten Amazonas, i den västra delen av landet, 2 700 km nordväst om huvudstaden Brasília.
I omgivningarna runt Rio Jandiatuba växer i huvudsak städsegrön lövskog. Trakten runt Rio Jandiatuba är nära nog obefolkad, med mindre än två invånare per kvadratkilometer.